# دفتر حفاظت منافع مصر در تهران
دفتر حفاظت منافع مصر در تهران نام دفتری سیاسی است که در نبود سفارت دولت عربی مصر در تهران، مسئولیت حفظ منافع مصر در ایران را بر عهده دارد.

## تاریخچه
روابط ایران و مصر تا قبل از انقلاب ۱۳۵۷ در ایران، در بالاترین سطح روابط قرار داشت. اما پس از انقلاب ۱۳۵۷ روابط میان ایران و مصر همواره دچار بحران و تشنج بوده است و هم‌اکنون روابط میان دو کشور در پائین‌ترین سطح ممکن قرار دارد.

## رویدادها
- در تاریخ ۸ دسامبر ۲۰۰۸ میلادی، اعضای گروه موسوم به جنبش عدالت‌خواه دانشجویی که از تشکل‌های بسیج دانشجویی وابسته به حکومت تلقی می‌شود، با برپایی تظاهراتی در برابر دفتر حافظ منافع مصر در تهران و در اعتراض به سیاست دولت مصر در مورد محاصره نوار غزه از سوی اسرائیل، شعارهایی علیه حسنی مبارک رئیس جمهور مصر و در حمایت از رهبران ایران سر دادند. در واکنش وزارت امور خارجه مصر با صدور بیانیه‌ای اعلام کرد که این وزارتخانه اعتراض خود را نسبت به تجمعات گاه به گاه نیروهای حکومتی در مقابل دفتر نمایندگی مصر در تهران را به اطلاع مسئول دفتر حافظ منافع ایران در قاهره رسانده است.[۲]
- در تاریخ ۳۰ دسامبر ۲۰۰۸ میلادی و در چهارمین روز از نبرد اسرائیل و حماس در نوار غزه، عده‌ای از دانشجویان بسیجی در برابر دفتر حفاظت منافع مصر در تهران دست به تظاهرات زدند و در نامه‌ای تهدیدآمیز به رئیس دفتر حفاظت منافع مصر در تهران، تا ۱ ژانویه ۲۰۰۹ میلادی، فرصت دادند که در صورت باز نشدن مرز مصر با غزه، خاک ایران را ترک کند.[۳][۴]
- در تاریخ ۲۰ فروردین ۱۳۹۲، جمعی از دانشجویان در اعتراض به حمله به دفتر حفاظت منافع ایران در مصر و در جهت وحدت مسلمانان ایران و مصر در مقابل دفتر حافظ منافع مصر تجمع کردند و به رئیس دفتر حفاظت منافع مصر در ایران به نشانه دوستی مردم ایران و مصر گل اهدا شد.[۵]

## پی‌نوشت و منبع
1. ↑  ایسنا. «دیدار دیپلمات ارشد مصری با ظریف در تهران».
2. ↑  ایران و مصر؛ تنش به جای بهبود رابطه؟ (بی‌بی‌سی فارسی)
3. ↑  دانشجویان به باغ سفارت بریتانیا در تهران حمله کردند (بی‌بی‌سی فارسی)
4. ↑  'Stand with Gaza or leave Iran' بایگانی‌شده  در ۳۱ دسامبر ۲۰۰۸ توسط Wayback Machine, Press TV
5. ↑  دانشجویان ایرانی به حافظ منافع مصر در تهران گل هدیه دادند